# ルイトポルト・フォン・バイエルン

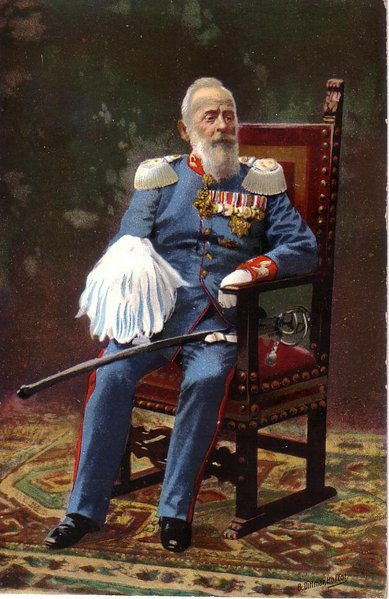
摂政王子ルイトポルト

ルイトポルト・フォン・バイエルン（Luitpold von Bayern, 1821年3月12日 - 1912年12月12日）は、バイエルン王国の王族。バイエルン摂政（在職：1886年 - 1912年）。ルートヴィヒ1世の三男で、全名はルイトポルト・カール・ヨーゼフ・ヴィルヘルム・ルートヴィヒ (Luitpold Karl Joseph Wilhelm Ludwig) 。

## 生涯
ルイトポルトはヴュルツブルクで、のちのバイエルン王ルートヴィヒ1世とその妃であったザクセン＝ヒルトブルクハウゼン公フリードリヒの娘テレーゼの間に第五子として生まれた。兄にマクシミリアン2世、ギリシャ王オソン1世がいる。
ルイトポルトはバイエルン王位継承権を持つだけでなく、子のないオソン1世のギリシャ王位の推定相続人でもあった。ただし、ギリシャの王位継承法では、オソン1世の継承者は王になるために正教会への改宗が必要だったが、ルイトポルトにその意思はなかった。オソン1世は1862年に廃位され、代わってデンマーク王家からゲオルギオス1世が迎えられた。オソン1世は、自らに代わって抗議するようルイトポルトとその子たちに言い残して1867年に死去したが、ルイトポルトはこれには従わなかった。
1886年6月10日、ルイトポルトの甥ルートヴィヒ2世は精神病であると宣言され、ルイトポルトが摂政を称した。数日後にルートヴィヒは不可解な死を遂げ、弟オットー1世が王位に即いたが、ルイトポルトはそのまま摂政にとどまった。当初、ルイトポルトは甥を殺したと非難する人々もいたが、のちには礼儀正しく愛想の良い王子はバイエルンで最も人気のある統治者の1人になった。ルイトポルトの最初の政策の1つは、ルートヴィヒ2世の宮殿のいくつかを一般大衆に公開したことだった。
ルイトポルトは1912年12月12日に死去するまで摂政の地位にあった。歿地はミュンヘンで、当地のテアティナー教会に葬られた。摂政の地位は長男ルートヴィヒが嗣いだが、彼は翌1913年にオットー1世を廃位し、自らルートヴィヒ3世として即位した。

## 子女
ルイトポルトは1844年4月15日にフィレンツェのサンタ・マリア・デル・フィオーレ大聖堂で、トスカーナ大公レオポルド2世の次女アウグステ・フェルディナンデと結婚した。彼女との間には以下の三男一女をもうけた。
- ルートヴィヒ・レオポルト・ヨーゼフ・マリア・アロイス・アルフレート （1845年 - 1921年、バイエルン王）
- レオポルト・マクシミリアン・ヨーゼフ・マリア・アルヌルフ （1846年 - 1930年）
- テレーゼ・シャルロッテ・マリアンネ・アウグステ （1850年 - 1925年）
- フランツ・ヨーゼフ・アルヌルフ・アーダルベルト・マリア （1852年 - 1907年）